# Sju ord på tunnelbanan
Sju ord på tunnelbanan är en diktsamling från 1971 av den svenske författaren Karl Vennberg. Det var Vennbergs första diktsamling på över ett årtionde. Dikterna har ett mer personligt och mindre storslaget tonläge än författarens tidigare verk. Boken innehåller bland annat dikten "Promenad i Hötorgscity", som handlar om Norrmalmsregleringen.
Boken tilldelades Nordiska rådets litteraturpris 1972. Prismotiveringen löd: "Vennberg har, ända sedan sitt genombrott på 40-talet, intagit en viktig plats i nordisk diktning. Med Sju ord på tunnelbanan har han sammanfattat och preciserat efterkrigstidens tvivel och tro, som han gjort mänskligt och politisk levande i vårt eget 70-tal."